# Étienne François de Choiseul

Heraldik: Étienne François, markis de Stainville, hertig de Choiseul.

Étienne François de Choiseul, född 28 juni 1719 i Nancy, död 8 maj 1785 på slottet Chanteloup i Touraine, markis de Stainville, hertig de Choiseul, var en fransk politiker.
Efter att ha deltagit i det österrikiska tronföljdskriget befordrades han till generallöjtnant. Han vann insteg vid hovet och blev snart Madame de Pompadours förklarade gunstling. År 1753 sändes han som ambassadör till Rom, där han lyckades förmå påven till försonliga steg i den jansenistiska frågan. 
Han var varm anhängare av alliansen med Österrike, ett faktum som brutit Frankrikes gamla antihabsburgska linje i utrikespolitiken. 1757 blev han sändebud i Wien, men hemkallades redan 1758 för att som utrikesminister efterträda Bernis. I ett nytt fördrag i Versailles knöt de Choiseul alliansen med Österrike ännu fastare och nådde en lindring för Frankrikes del i överenskommelsen angående skyldigheter. Hans plan var att koncentrera mot England.
Han lyckades knyta Spanien, Neapel och Parma till Frankrikes sida i det pågående sjuårskriget. Icke desto mindre innebar freden i Paris 1763 att Frankrike måste avstå Indien och Nordamerika. Kampen mot den växande brittiska stormakten blev nerven i de Choiseuls politiska system. 
I oktober 1761 överlämnade han utrikesledningen åt César Gabriel de Choiseul och övertog själv krigs- och marinposten. Därefter började en stor reorganisering av den franska armén och flottan. 
År 1766 återtog han utrikesministerposten och medverkade att Lorraine och Korsika tillföll Frankrike. En sista triumf för honom var giftermålet mellan den franske tronföljaren och Marie Antoinette av Österrike.
Som beskyddare av upplysningsfilosoferna och motståndare till jesuitorden hade han många fiender. De senare hade han låtit utvisa 1764. Han anklagades också för att uppmuntra parlamentets opposition mot kungamakten. Även hans kostsamma krigsplaner mot England väckte missnöje. När kungens nya favorit, Madame du Barry sällat sig till hans fiender lät Ludvig XV honom falla. 1770 fick han sitt avsked och förvisades till sitt gods Chanteloup. Eftersom de Choiseul framstod som en förkämpe för motståndet mot kungamaktens vanstyre vallfärdade folk till godset för att hylla den störtade ministern. 
Efter kungens död hävdes förvisningen, men de Choiseul erhöll aldrig någon statstjänst mera.